# Hukływyj (przystanek kolejowy)
Hukływyj (ukr. Гукливий, ros. Гукливый) – przystanek kolejowy w miejscowości Hukływyj, w rejonie wołowieckim, w obwodzie zakarpackim, na Ukrainie. Leży na linii Lwów – Stryj – Batiowo – Czop.